# Agustín Della Corte
Agustín Della Corte Bertoni (Paysandú, 11 de setembro de 1997) é um ator, modelo e ex-jogador de rúgbi uruguaio. Ele jogou rúgbi profissionalmente e foi membro da seleção uruguaia de rúgbi de 2017 a 2020, antes de iniciar sua carreira como ator no filme A Sociedade da Neve.

## Biografia
Della Corte Bertoni nasceu em 11 de setembro de 1997, em Paysandú, no seio de uma família de ascendência italiana. Começou a praticar rúgbi desde muito jovem, jogando em um clube esportivo de sua cidade natal. Estreou na seleção uruguaia em 10 de junho de 2017. Naquele mesmo ano, matriculou-se na Universidade de Montevidéu para cursar a Licenciatura em Administração de Empresas, bem como Ciências Contábeis.
Em 2018, participou dos Jogos Sul-Americanos, nos quais a seleção uruguaia de rugby sevens conquistou a medalha de prata. Participou pela primeira vez de uma Copa do Mundo de Rugby Union na edição de 2019 no Japão. Estreou na terceira partida do Uruguai, contra o País de Gales. Em 2020, foi contratado pelo Peñarol Rugby; no entanto, no final daquele ano, aposentou-se da prática profissional do esporte.
Em 2021, após participar de um casting voltado a esportistas, foi selecionado para integrar o elenco do filme A Sociedade da Neve, baseado na história real do Voo Força Aérea Uruguaia 571. Interpretou Antonio "Tintín" Vizintin, um dos 16 sobreviventes, e, para as filmagens, precisou perder 27 quilos. O filme foi indicado ao Oscar de Melhor Filme Internacional.
Após sua estreia como ator, participou dos filmes Linda e Papeles. Em julho de 2024, foi anunciado como parte do elenco da série da Netflix Olympo, na qual interpreta Roque Pérez. A série estreou em 20 de junho de 2025.

## Filmografia

### Televisão
| Ano           | Título | Personagem  | Notas            |
| ------------- | ------ | ----------- | ---------------- |
| 2025–presente | Olympo | Roque Pérez | Elenco principal |

### Cinema
| Ano  | Título              | Personagem                | Direção           |
| ---- | ------------------- | ------------------------- | ----------------- |
| 2023 | A Sociedade da Neve | Antonio "Tintín" Vizintín | J. A. Bayona      |
| 2024 | Linda               | Blas                      | Mariana Wainstein |
| 2025 | Papeles             | Yago                      | Arturo Montenegro |